# 한양도성박물관
한양도성박물관(漢陽都城博物館)은 서울특별시 종로구 종로6가에 위치한 서울특별시 산하의 박물관으로, 2014년 7월 31일 개관하였다. 한양도성의 역사와 문화에 관련된 유물을 전시하고 있다. 동대문성곽공원 내부 디자인지원센터 건물에 있으며, 서울역사박물관의 분관이다.

## 시설
- 3층 상설전시실
- 2층 도성정보센터/학습실
- 1층 기획전시실

## 같이 보기
- 한양도성
- 대한민국의 박물관과 미술관 목록